# آزوهيدروموناس
آزوهيدروموناس (الاسم العلمي: Azohydromonas) هي جنس من البكتيريا، سلبية الغرام، تتبع فصيلة المقليات.

## أصنوفات
الأصنوفات الأدنى لهذا الكائن:
- كود سباركل
- تحديث القائمة

نوع:آزوهيدروموناس العريضة 
اسم علمي: Azohydromonas lata

نوع:Azohydromonas australica 
اسم علمي: Azohydromonas australica

نوع:Azohydromonas riparia 
اسم علمي: Azohydromonas riparia

نوع:Azohydromonas ureilytica 
اسم علمي: Azohydromonas ureilytica